# 雪明りの路
『雪明りの路』（ゆきあかりのみち）は、伊藤整の詩集。および伊藤の詩に多田武彦が付曲した合唱組曲。男声合唱版が先に作曲され、後に混声合唱にも編曲された。

## 詩集
1926年（大正15年）12月、百田宗治の主宰する椎の木社から自費出版の形で発行された。伊藤にとっての処女詩集である。
伊藤は旧制小樽中学校の英語教師を続けながら詩作に没頭する。しかし上京を志し1926年3月に東京商科大学を受験するものの失敗し、詩集の出版を構想する。「詩集を出すことなど考へもしなかつた私も、自分の為のこの小さな記念碑をたてる事になつた。」「どうしたら、何時になつたら自分自身を捉へれるのかと、それのみの為に苦しんできた。そして自分を信じることも無かつたが、どんな場合も詩をあきらめる事だけは出来なかつた。」と序文に記している。
詩集の構成としては、詩の配列が春から冬にかけての季節の推移を現していて、これが四巡する。「作品の配列は主として制作の年代によつたので、類同その他のことを少し考慮したに過ぎない。」と序文で述べていることから、最初の詩から4年もの月日の流れが詩集に収められていると読み取ることができる。
伊藤の詩は、おおまかに3種類に分けられる。「此の詩集の大部分を色づけてゐるのは北海道の自然である」と序文に記すように1.が強調されるが、1. - 3.は少しずつ入り交じり、特に2.には伊藤自身の女性観や恋愛体験が現れている。
1. 塩谷や小樽近郊の自然や風土を歌った詩
2. 女性との関わりを中心にした抒情的な詩
3. 自我の意識のあらわな内省的な詩（家族との関係を含め）

## 合唱組曲
関西学院グリークラブの委嘱により男声合唱組曲として作曲、1960年（昭和35年）1月22日の同団第28回リサイタルにおいて初演された。関学グリーはこの前年、多田に『中勘助の詩から』を委嘱していて、2年連続の委嘱となった。関学グリーは東京公演に伊藤を招待し、演奏を聴いた伊藤は「もし私のあのやうな詩が音楽と協力できるならば、私は詩といふものを、それまでと違ったものとして考えることができるのではないか、と思ひます。」と礼状にしたためている。混声版は加藤磐郎の編曲によるものがある。
伊藤の詩集から6編の詩を選び作曲した。伊藤の詩はこれまで多田が作曲してきた詩とは異なる自由詩であり、多田は「それまでの曲想をがらりと変え、「詩を朗読するつもりで語るように歌う」方式や、「合唱のもつ多くの声の量感や叫びや呟き」を随所に用いてみた。」として、さまざまな書法を試みていた当時の多田の姿が見て取れる。タイトルが示すように、第1曲以外はすべて夜の情景を歌っている。

### 曲目
全6曲からなる。全編無伴奏である。
1. 春を待つ
ト長調。雪の多い暗かった冬のある日、久しぶりに晴れた日光のもとで、春へのあこがれを、語るように歌って行く[3]。表面上はいかにも自然や風土を歌った詩であるが、「春の日の夢」に女という生きものを抱く夢が含まれていることは否定できない[4]。
2. 梅ちゃん
イ短調。幼な友達の梅ちゃんの家が丸焼けになったときの悲しい想い出を歌ったもので、合唱の量感と、はかないテノールの中間部の流れとを対称的に用いている[3]。「梅ちゃん」の後日談が伊藤の自伝的小説『若い詩人の肖像』（1956年）に記されていて、この詩の核は、半分は確かに幼年時代へのノスタルジアかもしれないが、あと半分は確実に伊藤の性的目覚めにからんでいる[5]。
3. 月夜を歩く
ホ短調。誰もが経験するように、何事を考えるでもなく、とぼとぼと月夜の道を歩く感傷を、北国の情景とともに歌った曲で、終始、坦々と、語るように、呟くように進んでいく[3][6]。「ティチアノー筆『白衣の女』の裏に」という副題を持ち、『若い詩人の肖像』に登場する浅田絶子がその女に似ていると述べられている。なぜ夜更けに忍路の街を通り抜けたか。それは浅田絶子の住む家に人知れず近づいてみたいという、恋の心のもやもやを自慰する行為にほかならない[7]。
4. 白い障子
変ロ長調。秋が来て、白い障子がたてまわされたときの、あの環境の変化に対するふっとした気持を、さらっと歌って行く。間奏的な意味を持った曲である[3]。「みんなは暖かい夕食の箸をとる」の一行は、同じ詩集の「夜の霰」（『吹雪の街を』第5曲）と並べて読むと、父親を中心とした自分の家族に対する、複雑な意識のあらわれと解される[8]。
5. 夜まはり
イ短調。目の赤くただれた、黒装束の大顔の夜番の不気味な声の、呟くように繰り返しと、冬の夜の情景とをからみあわせながら歌っていく曲[3]。ひと様の「悩ましい夢」を夜まわりのふりをして「覗いて」歩き、その中身のいやらしさのために目を赤くただれさせてしまった、という空想であるが、他人の夢を覗く者・性的な夢を見てそれを覗かれる者、ともに伊藤の分身であることに変わりはない。「赤くただれて」という描写が、性夢の生々しさをほのめかしている[9]。
6. 雪夜
ハ短調。はげしい吹雪と、それがだんだん弱まっていつのまにか止んだあとには、案外明るくて、静かで、あお白い雪明りを歌っていき、組曲を明るく終わる[3]。この詩は状況としては「吹雪の街を」（『吹雪の街を』第6曲）と双方向を為す。別れてしまった女がなおも伊藤に心を残し、静かな青い雪明りの中、伊藤の住む家の窓辺をひそかに訪ねてくれはしないか、という願望的な夢を描いている[10]。雪を素材にしながら「白い」とは言わない。「青い雪明り」である。青は伊藤にとって精神的な安らぎの色、理性ある愛の色なのだろう。青の境地があることを知っていたから、現実の犯罪的な倒錯に陥らなかったと思われる。だが、その青の世界の女性が空想裏にしか現れないことこそが、青年時代の伊藤にとっての不幸であった[11]。

## 雪明りの路・第二
北海道男声合唱祭実行委員会の委嘱により、多田は同じ『雪明りの路』の中から別の5編を選び、2001年（平成13年）から2003年（平成15年）にかけて作曲、男声合唱組曲としている。2004年（平成16年）6月19日、第4回北海道男声合唱祭における合同演奏にて、長内勲の指揮で初演された。
1. 野の風
ホ短調。
2. 故郷に目ざめる
ホ短調。
3. 山に来た雪
ト長調。もともとは多田の組曲『山の印象』の第3曲であったが、本組曲の成立に際し移された（『山の印象』はこれに伴い第3曲を伊藤の「遠き山見ゆ」に差し替える改訂を行っている）。
4. 果樹園の夜
ホ短調。
5. 雪あかりの人
ト長調。「雪あかりの人」は伊藤を「いさめて行く」。「雪夜」のヴァリエーションというべき詩。

## 楽譜
男声版は音楽之友社が『多田武彦 男声合唱曲集（2）』ISBN 978-4-276-90839-0 に収めている。『第二』はメロス楽譜（メロスの廃業後はパナムジカ）が出版している。混声版は未出版。